# Paschim Medinipur
Paschim Medinipur är ett distrikt i Indien.   Det ligger i delstaten Västbengalen, i den östra delen av landet, 1 200 km sydost om huvudstaden New Delhi. Antalet invånare är 5 913 457.
Följande samhällen finns i Paschim Medinipur:
- Kharagpur
- Medinīpur
- Jhārgrām
- Ghātāl
- Chandrakona
- Āmlāgora
- Rāmjībanpur
- Khirpai
- Bāli Chak
- Kharar
- Kalaīkunda